# San Luis (Costa Rica)
San Luis es un distrito del cantón de Turrubares, en la provincia de San José, de Costa Rica.

## Ubicación
Se ubica en el este del cantón y limita al norte con el distrito de San Pedro, al oeste con el distrito de San Juan de Mata, al sur con el distrito de Carara y al este con el cantón de Puriscal.

## Geografía
San Luis cuenta con un área de 43,84 km² y una altitud media de 306 m s. n. m.

## Demografía
Para el año 2022, San Luis cuenta con una población estimada de 397 habitantes, y para el último censo efectuado, en 2011, San Luis contaba con una población de 517 habitantes. Es el distrito menos poblado del cantón.

## Localidades
- Poblados: Chirraca, Llano Azul, Marcos Pérez, Pital, Potenciana Arriba, Quebrada Azul,  San Francisco, San Rafael.

## Educación
Ubicadas propiamente en el distrito de San Pedro se encuentran los siguientes centros educativos:
- Escuela de Marcos Pérez
- Escuela de Colonia San Francisco
- Escuela de Potenciana Arriba
- Escuela de Quebrada Azul
- Escuela de San Rafael
- Escuela Central de San Luis
- Escuela de Pital

## Transporte

### Carreteras
Al distrito lo atraviesan las siguientes rutas nacionales de carretera:
- Ruta nacional 319

## Concejo de distrito
El concejo de distrito de San Luis vigila la actividad municipal y colabora con los respectivos distritos de su cantón. También está llamado a canalizar las necesidades y los intereses del distrito, por medio de la presentación de proyectos específicos ante el Concejo Municipal. La presidenta del concejo del distrito es la síndico propietaria del partido Liberación Nacional, Ana Patricia Agüero Jiménez.
El concejo del distrito se integra por:
| #                       | Partido                         | Nombre                         |
| Síndico propietario     | Síndico propietario             | Síndico propietario            |
| ----------------------- | ------------------------------- | ------------------------------ |
| 1                       | Partido Liberación Nacional     | Ana Patricia Agüero Jiménez    |
| Síndico suplente        |                                 |                                |
| 2                       | Partido Liberación Nacional     | Wagner Alberto Sandí Arce      |
| Concejales propietarios |                                 |                                |
| 3                       | Partido Liberación Nacional     | Marlene Madrigal Ramírez       |
| 4                       | Partido Liberación Nacional     | Víctor González Vargas         |
| 5                       | Partido Nueva Generación        | Dinia Arce Alpízar             |
| 6                       | Partido Unidad Social Cristiana | Carlos Enrique Mena Trejos     |
| Concejales suplentes    |                                 |                                |
| 7                       | Partido Liberación Nacional     | Jean Pierre Carit Jiménez      |
| 8                       | Partido Liberación Nacional     | Noelia Madrigal Ramírez        |
| 9                       | Partido Nueva Generación        | Jimmy Jesús Solís Ramírez      |
| 10                      | Partido Unidad Social Cristiana | Laura Milagro Guerrero Jiménez |